# یوسا بوسون
یوسا بوسون (انگلیسی: Yosa Buson؛ زاده ۱۷۱۶ درگذشته ۲۵ دسامبر ۱۷۸۳) یک شاعر و نقاش اهل ژاپن در دوره ادو بود. وی یکی از سه شاعر بزرگ دوره ادو محسوب می‌شود. در حدود ۲۰ سالگی، بوسون به ادو (در حال حاضر توکیو) نقل مکان کرد و تحت آموزش استاد هایکای هایانو هاجین شعر را فراگرفت. پس از درگذشت حاجین، بوسون به شیموزا نقل مکان کرد. بوسون در مسیر سفر ماتسو باشو، به هونشو در شمال رفت. این منطقه الهام بخش خاطرات سفر مشهور باشو بود که راه باریک به مناطق مرکزی نام گرفته‌است. وی یادداشت‌های خود را از این سفر در سال ۱۷۴۴ منتشر کرد.
پس از سفر به نقاط مختلف ژاپن، از جمله تانگو و سانوکی، بوسون در سن ۴۲ سالگی در شهر کیوتو مستقر شد. در این زمان است که وی شروع به کار و در نوشته‌هایش از نام یوسا که برگرفته از زادگاهش بود، استفاده کرد.
بوسون در ۴۵ سالگی ازدواج کرد و یک دختر به نام کونو داشت. از این زمان به بعد، او در کیوتو باقیماند و در سومیه به نگارش و تدریس شعر پرداخت.
بوسون در سن ۶۸ سالگی درگذشت و در کنپوکو-جی در کیوتو دفن شد.

## نمونه‌های آثار
نمونه‌هایی از هایکو‌های وی:
- سگ پارس می‌کند

بر دستفروش دوره‌گرد. درختان هلو غرق شکوفه اند.
- اردک‌های وحشی بازمی‌گردند

در شبی که در هر شالیزار ماه ابرآلوده است.
- چه سخت، شکستن شاخهٔ آلویی

به زمستان صدای مفصل پیر آرنج مرا می‌دهد!
- به جای آنکه دورش بیندازم

نهال بید گریان را کاشتم.
وقتی که باران بند آمد.